# Kaivannonselkä
Kaivannonselkä är en sjö i Finland. Den är en del av sjön Pyhäjärvi och ligger i landskapet Birkaland, i den södra delen av landet, 160 km nordväst om huvudstaden Helsingfors. Kaivannonselkä ligger 73 meter över havet.